# Puck Oversloot
Maria Petronella Oversloot, detta Puck (Rotterdam, 22 maggio 1914 – Rotterdam, 7 gennaio 2009), è stata una nuotatrice olandese.
Specializzata nello stile libero e nel dorso, ha vinto la medaglia d'argento nella staffetta 4x100 m. s.l. alle Olimpiadi di Los Angeles 1932 e la medaglia di bronzo nei 100 dorso ai Campionati europei di Magdeburgo 1934.

## Palmarès
- Olimpiadi

Los Angeles 1932: argento nella staffetta 4x100m sl.